# Бургзалах
Бургзалах (нім. Burgsalach) — громада в Німеччині, розташована в землі Баварія. Підпорядковується адміністративному округу Середня Франконія. Входить до складу району Вайсенбург-Гунценгаузен. Складова частина об'єднання громад Неннслінген.
Площа — 19,31 км2. Населення становить 1175 ос. (станом на 31 грудня 2020).

## Галерея

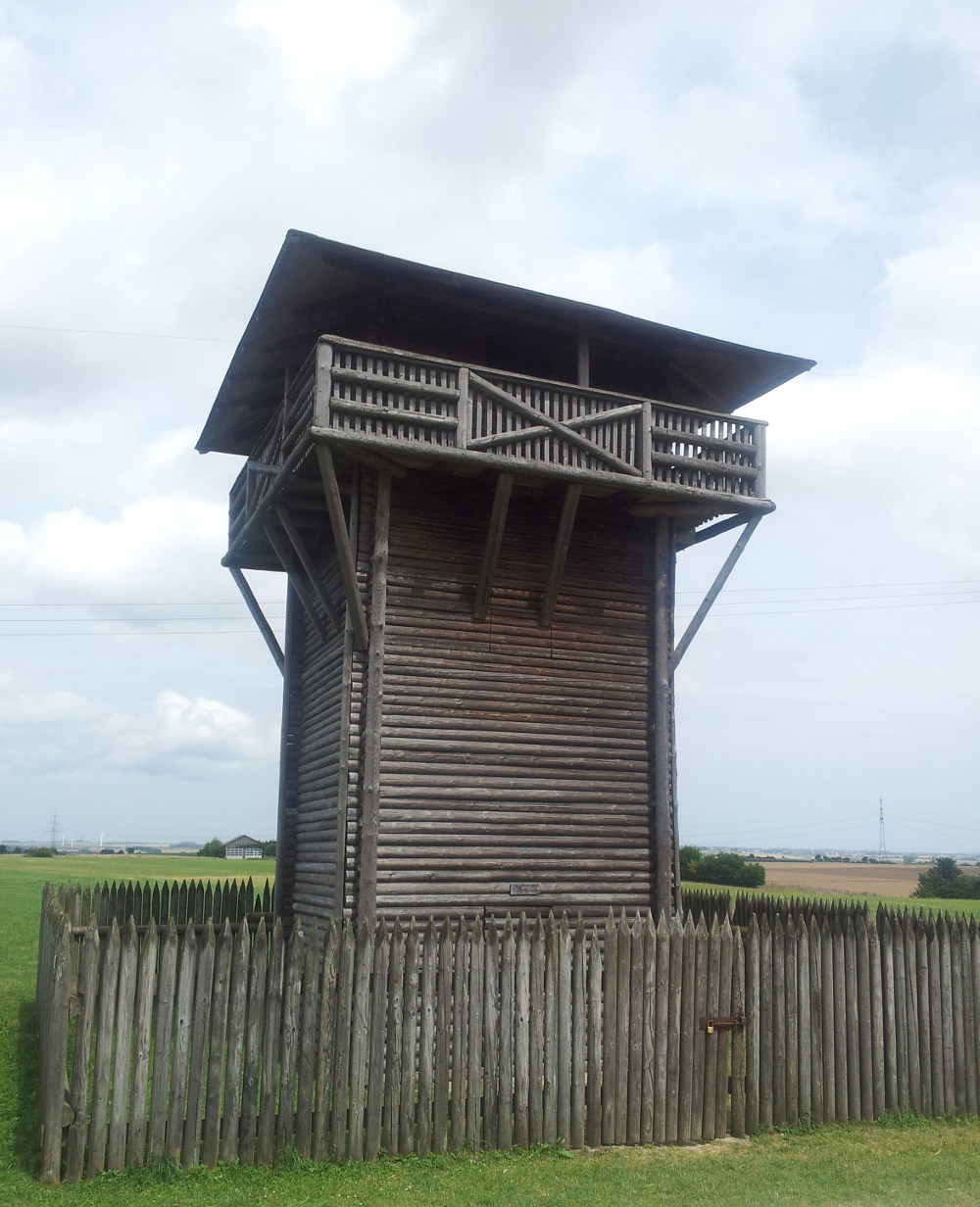